# Nederland op de Olympische Zomerspelen 1912

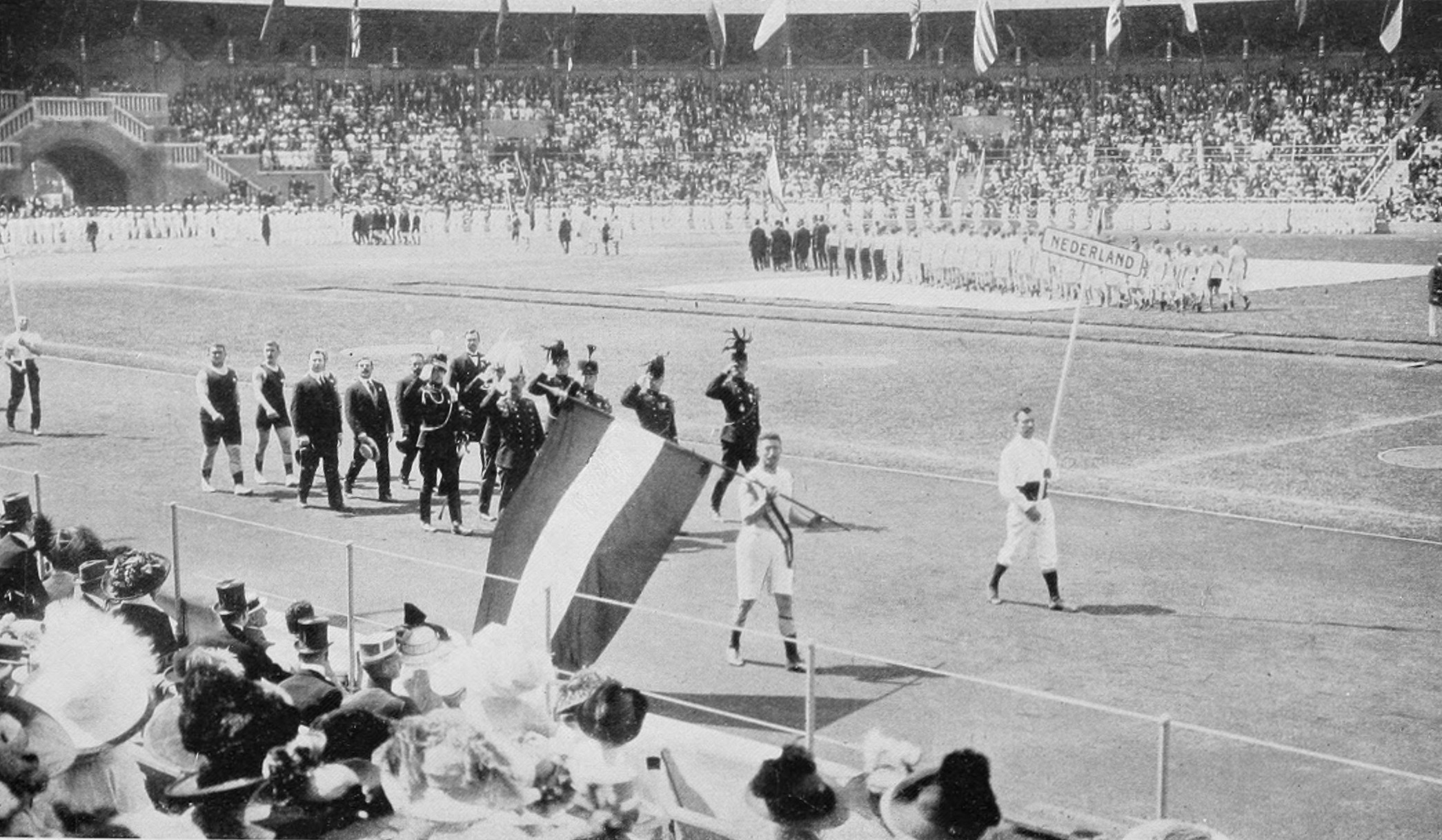
De Nederlandse equipe tijdens de opening van de Olympische Zomerspelen 1912

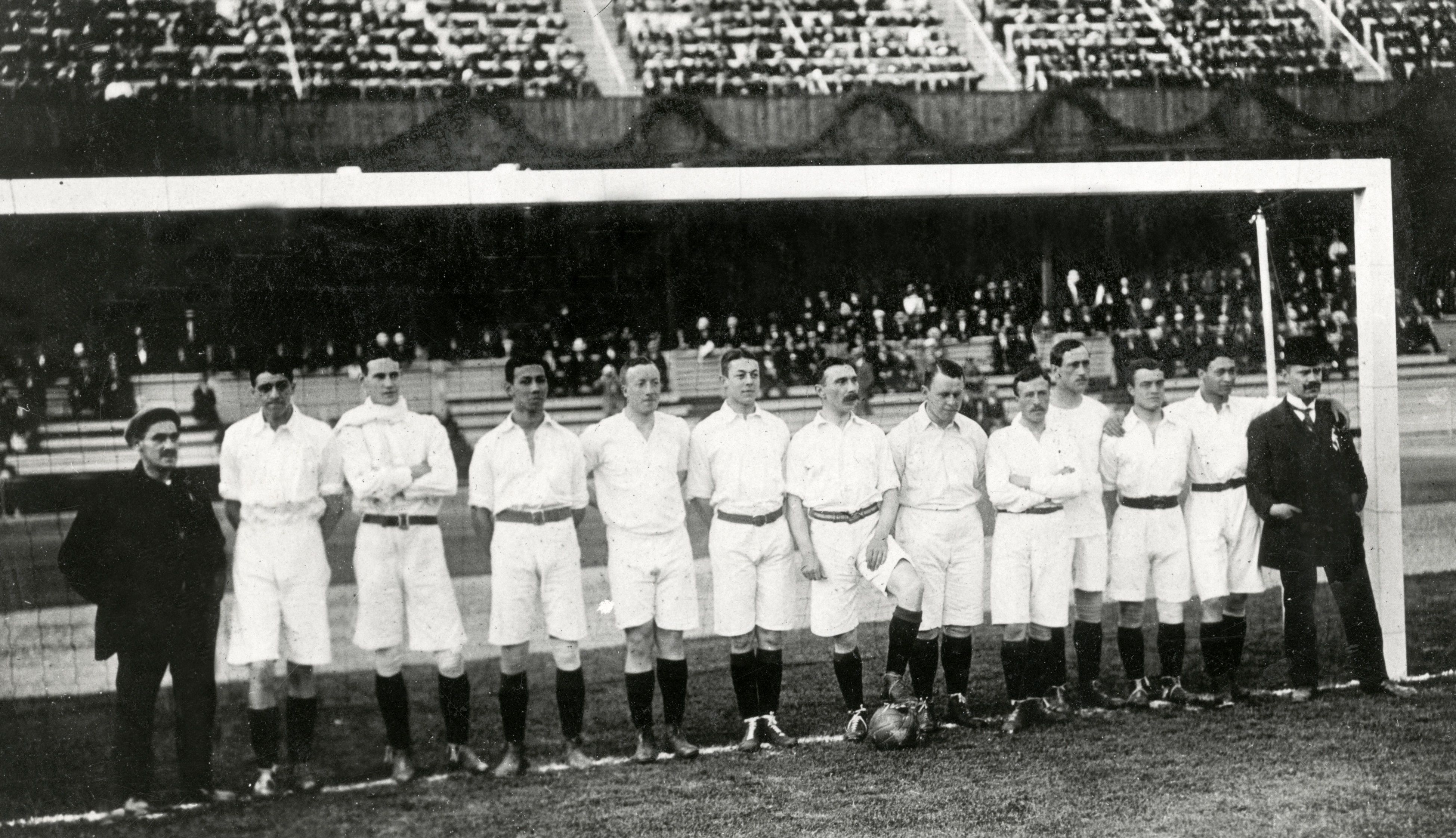
Nederlands voetbalteam op de Olympische Zomerspelen 1912

Nederland nam tijdens de Olympische Zomerspelen 1912 in Stockholm, Zweden voor de derde keer mee aan de Spelen. Er werden drie bronzen medailles behaald, alle drie in teamsporten.
Nederlandse deelname was lang onzeker vanwege de kosten. Alhoewel het eerste evenement van de Spelen al plaatsvond op 5 mei 1912, werd pas op 3 juni tot Nederlandse deelname besloten.

## Medailles
| Sport    | Olympiër       | Discipline | Medaille |
| -------- | -------------- | ---------- | -------- |
| Schermen | Olympisch team | degen (m)  | 3        |
| Schermen | Olympisch team | sabel (m)  | 3        |
| Voetbal  | Olympisch team | mannen     | 3        |

## Overzicht per sport
| Sport            | Deelnemers | Goud | Zilver | Brons | Totaal |
| ---------------- | ---------- | ---- | ------ | ----- | ------ |
| Atletiek         | 1          |      |        |       | '      |
| Moderne vijfkamp | 1          |      |        |       | '      |
| Schermen         | 11         |      |        | 2     | 2      |
| Schietsport      | 1          |      |        |       | '      |
| Tennis           | 1          |      |        |       | '      |
| Voetbal          | 15         |      |        | 1     | 1      |
| Worstelen        | 3          |      |        |       | '      |
| Totaal           | 33         | 0    | 0      | 3     | 3      |

## Deelnemers en resultaten

### Atletiek
| Olympiër      | Discipline | Resultaat    | Prestatie                         |
| ------------- | ---------- | ------------ | --------------------------------- |
| Jan Grijseels | 100m (m)   | serie        | serie 7: uitgeschakeld            |
| Jan Grijseels | 200m (m)   | halve finale | serie 4: 2e tijd HF 4: 6de plaats |

### Moderne vijfkamp
| Olympiër      | Discipline      | Resultaat | Prestatie                                          |
| ------------- | --------------- | --------- | -------------------------------------------------- |
| Jetze Doorman | individueel (m) | -         | schieten: 149 punten (21ste) zwemmen: niet gestart |

### Schermen
| Olympiër                                                                                                   | Discipline     | Resultaat                      | Prestatie                                                                           |
| --- | -------------- | ------------------------------ | ----------------------------------------------------------------------------------- |
| Jan de Beaufort                                                                                            | degen (m)      | kwartfinale                    | ronde 1: 2e in poule 10 met 4-2 KF: 4e in poule 4 met 2-3                           |
| Willem Hubert van Blijenburgh                                                                              | degen (m)      | ronde 1                        | ronde 1: 5e in poule 15 met 3-4                                                     |
| Jacob van Geuns                                                                                            | degen (m)      | ronde 1                        | ronde 1: 5e in poule 9 met 0-4                                                      |
| Hendrik de Iongh                                                                                           | degen (m)      | kwartfinale                    | ronde 1: 1ste in poule 1 met 6-1 KF: 6e in poule 1 met 1-4                          |
| Hendrik de Iongh                                                                                           | sabel (m)      | kwartfinale                    | ronde 1: 1ste in poule 8 met 3-1 KF: niet gestart                                   |
| Arie de Jong                                                                                               | degen (m)      | halve finale                   | ronde 1: 2e in poule 13 met 4-2 KF: 2e in poule 7 met 3-2 HF: 3e in poule 2 met 2-4 |
| Arie de Jong                                                                                               | floret (m)     | eerste ronde                   | ronde 1: 4e in poule 9 met 1-3                                                      |
| Johannes Kolling                                                                                           | sabel (m)      | ronde 1: 4e in poule 6 met 0-3 |                                                                                     |
| Willem Molijn                                                                                              | degen (m)      | ronde 1                        | ronde 1: 6e in poule 16 met 0-5                                                     |
| Albertus Perk                                                                                              | degen (m)      | ronde 1                        | ronde 1: 5e in poule 7 met 2-4                                                      |
| George van Rossem                                                                                          | degen (m)      | ronde 1                        | ronde 1: 4e in poule 4 met 1-4                                                      |
| Willem Hubert van Blijenburgh Jetze Doorman Arie de Jong Leo Nardus George van Rossem                      | degen team (m) | Brons                          | KF: vrijgeloot HF: 1ste in poule 1 met 3-0 finale: 3e met 1-2 en 28-30 touches      |
| Willem Hubert van Blijenburgh Jetze Doorman Arie de Jong Hendrik de Iongh George van Rossem Dirk Scalongne | sabel team (m) | Brons                          | KF: 2e in poule 4 met 1-1 HF: 2e in poule 1 met 2-1 finale: 3e met 1-2              |

### Schietsport
| Olympiër      | Discipline | Resultaat | Prestatie                                                                  |
| ------------- | ---------- | --------- | -------------------------------------------------------------------------- |
| Emile Jurgens | trap       | 9e        | serie 1: 19 punten serie 2: 27 punten serie 3: 43 punten totaal: 87 punten |

### Tennis
| Olympiër  | Discipline    | Resultaat | Prestatie                                               |
| --------- | ------------- | --------- | ------------------------------------------------------- |
| Otto Blom | enkelspel (m) | 1/32F     | 1/32F: verloor van Carl Setterwall Zweden 3-6, 3-6, 6-8 |

### Voetbal
| Olympiër | Discipline | Resultaat | Prestatie |
| --- | ---------- | --------- | --- |
| Piet Bouman Joop Boutmy Nico Bouvij Huug de Groot Bok de Korver Nico de Wolf Constant Feith Ge Fortgens Just Göbel Dirk Lotsy Cees ten Cate Jan van Breda Kolff Jan van der Sluis Jan Vos David Wijnveldt | mannen     | Brons     | achtste finale: 4-3 n.v. Nederland - Zweden Kwartfinale: 3-1 Nederland - Oostenrijk Halve finale: 1-4 Nederland - Denemarken om brons: 9-0 Nederland - Finland |

### Worstelen
| Olympiër         | Discipline                       | Resultaat    | Prestatie |
| ---------------- | -------------------------------- | ------------ | --- |
| Bert Eillebrecht | lichtgewicht Grieks-Romeins (m)  | tweede ronde | ronde 1: verloor van Aatami Tanttu Finland ronde 2: verloor van David Kolehmainen Finland |
| Jan Sint         | middengewicht Grieks-Romeins (m) | 6e           | ronde 1: verloor van Sven Ohlsson Zweden ronde 2: versloeg Hvitfeldt Hansen Denemarken ronde 3: versloeg Emil Westerlund Finland ronde 4: versloeg Teodor Tirkkonen Finland ronde 5: versloeg Fridolf Lundstein Finland ronde 6: verloor van Alfred Asikainen Finland |
| Barend Bonneveld | zwaargewicht Grieks-Romeins (m)  | derde ronde  | ronde 1: versloeg Emil Backenius Finland ronde 2: verloor van Jakob Neser Duitsland ronde 3: verloor van Kalle Viljaama Finland |

In het worsteltoernooi was een worstelaar uitgeschakeld bij twee nederlagen.